# Limon (Nièvre)
Limon – miejscowość i gmina we Francji, w regionie Burgundia-Franche-Comté, w departamencie Nièvre.
Według danych na rok 1990 gminę zamieszkiwało 146 osób, a gęstość zaludnienia wynosiła 18 osób/km² (wśród 2044 gmin Burgundii Limon plasuje się na 765. miejscu pod względem liczby ludności, natomiast pod względem powierzchni na miejscu 1041.).